# Power -明日の子供-
「Power -明日の子供-」(パワー あしたのこども) は渡辺美里の楽曲で、1990年9月21日にEPIC・ソニー (現・エピックレコードジャパン) より発売された18枚目のシングル。

## 概要
表題曲は6枚目のアルバム『tokyo』からのシングルカットで、渡辺本人が出演した明治生命（現・明治安田生命保険）"スーパーライフ"のCMイメージソングとして使用された。
カップリング曲「Kick Off」は、後に7枚目のアルバム『Lucky』に収録された。

## 収録曲
- 全作詞：渡辺美里

1. Power -明日の子供-
作曲・編曲：小室哲哉
2. Kick Off
作曲：木根尚登 / 編曲：清水信之

## 収録アルバム
- 『tokyo』 ※Power -明日の子供- (#1)
- 『Lucky』 ※Kick Off (#13)
- 『25th Anniversary Misato Watanabe Complete Single Collection〜Song is Beautiful〜』※Power -明日の子供- (Disc.2 #4)